# Thăng Phú
Thăng Phú là một xã thuộc thành phố Đà Nẵng, Việt Nam.
Xã Thăng Phú có diện tích 26,65 km², dân số năm 2019 là 3.457 người, mật độ dân số đạt 130 người/km².